# Vanessa da Mata
Vanessa Sigiane da Mata Ferreira OMC (Alto Garças, 10 de fevereiro de 1976) é uma cantora, compositora e escritora brasileira. Lançou sete álbuns e dois CD'S/DVDs ao Vivo, este último gravado em Paraty (RJ). Entre os grandes sucessos de sua discografia estão Não me deixe só, Ainda Bem, Ai, Ai, Ai, Boa Sorte/Good Luck, Baú, Amado, O Tal Casal, As Palavras e mais recentemente Segue o Som. Seu primeiro romance A Filha das Flores foi lançado em 2013 e já teve reedições em Portugal, México e Alemanha.

## Biografia

### Infância e inspiração musical
Vanessa nasceu em uma família humilde do interior de Mato Grosso. Veio ao mundo no dia 10 de fevereiro de 1976, em Alto Garças, uma cidade pequena de oito mil habitantes, cercada por mata e rios, a 378 quilômetros da capital estadual, Cuiabá. A artista possui ascendência paterna de judeus, italianos e portugueses, e pelo lado materno sua ascendência é afro-brasileira e indígena Xavante. Apaixonada por música desde a infância, ouvia diversos ritmos musicais, desde Luiz Gonzaga a Tom Jobim, de Milton Nascimento a Orlando Silva. Ouviu também ritmos regionais, como o carimbó, dos discos trazidos das viagens de um tio à Amazônia. Ouviu samba, música caipira e até música brega italiana, sons que chegavam pelas ondas da rádio AM.

### Adolescência: momento de independência
Em 1990, aos 14 anos, Vanessa se mudou para Uberlândia, em Minas Gerais, cidade a 674 quilômetros de distância de Alto Garças, onde teria melhores oportunidades de estudo. Foi para lá sozinha, morar em um pensionato: Havia sido aprovada para cursar o ensino médio técnico num colégio federal, e já se preparava para futuramente prestar vestibular em medicina. Mas já sabia o que queria: Cantar. Aos 15, começou a fazer apresentações em bares locais. Em 1992, aos 16 anos, terminou o ensino médio e desistiu de prestar o vestibular, e se mudou para São Paulo, onde se tornou integrante de um grupo feminino de reggae, chamado Shalla-Ball. Três anos depois, com 19 anos, viajou em apresentações musicais por diversos países com a banda jamaicana Black Uhuru. Em seguida, fez parte do grupo de ritmos regionais Mafuá. Neste período, ainda dividia seu tempo entre a música, seu hobby, que era jogar  basquete, e sua profissão, já há alguns anos, que na época era modelo fotográfica.

### Vida adulta e começo da fama
Em 1997, com 21 anos, conheceu Chico César: com ele, compôs A força que nunca seca. A música foi gravada por Maria Bethânia, que a colocou como título de seu disco de 1999. A gravação concorreu ao Grammy Latino e também foi gravada no CD de Chico, Mama Mundi. O Brasil descobria uma grande compositora. Bethânia voltou a gravar Vanessa: O Canto de Dona Sinhá esteve no CD Maricotinha — com participação de Caetano Veloso - e em sua versão ao vivo. Já Viagem foi gravada por Daniela Mercury em Sol da Liberdade. Com Ana Carolina compôs Me Sento na Rua, do CD Ana Rita Joana Iracema e Carolina (2001). A voz e a presença de Vanessa começavam também a chamar atenção. Fez participações em shows de Milton Nascimento, Bethânia e nas últimas apresentações de Baden Powell: estava pronta para estrear em carreira solo.

### Sucesso comercial: O primeiro álbum

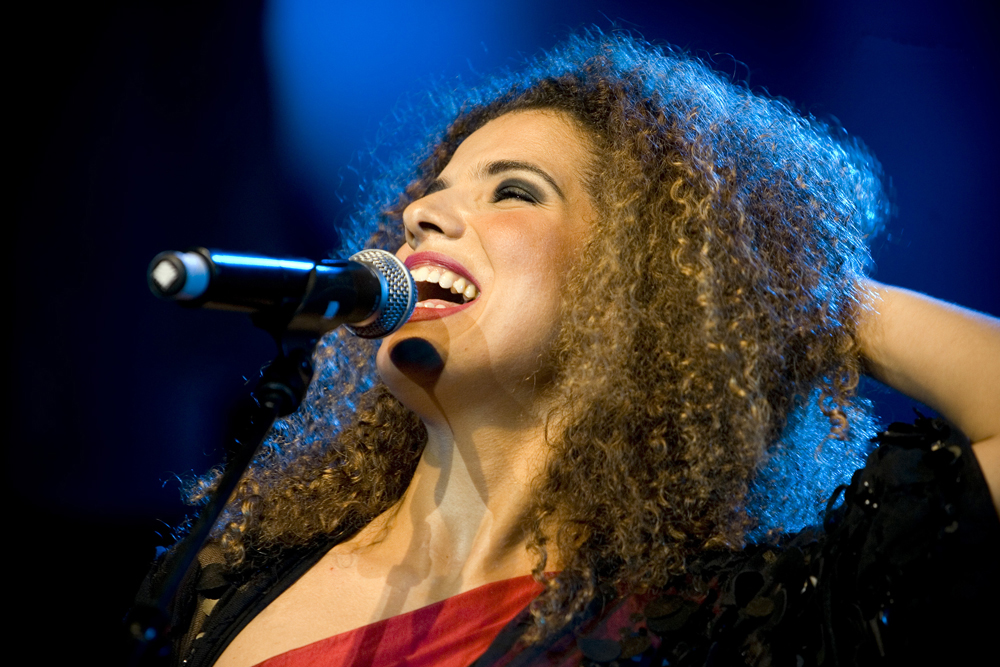
Vanessa da Mata no Coliseu dos Recreios, Lisboa (2007)

Em 2002, aos 26 anos, Vanessa lançou seu primeiro CD, Vanessa da Mata, pela Sony — que teve produção conjunta de Liminha, Jaques Morelenbaum, Luiz Brasil, Dadi e Kassin. Entre os sucessos deste disco estão Nossa Canção (trilha sonora da novela Celebridade), Não me Deixe só - que estourou nas pistas com remix de Ramilson Maia - e Onde Ir (trilha da novela Esperança).

### Essa Boneca Tem Manuale participações
Essa Boneca Tem Manual, foi lançado em 2004 pela Sony e teve produção de Liminha, com quem também dividiu as composições. Além de suas próprias canções — como Ai, Ai, Ai... (tema da novela Belíssima), Ainda Bem (tema da novela Pé na Jaca) e Não Chore, Homem - Vanessa regravou Eu Sou Neguinha de Caetano Veloso (versão que integrou a trilha da novela A Lua me Disse) e História de Uma Gata de Saltimbancos de Chico Buarque. Com Ai, Ai, Ai..., música nacional mais executada nas rádios em 2006 e Música, o álbum chegou a Disco de Platina.

### Prêmios e parcerias
O terceiro disco, lançado em 28 de maio de 2007, foi produzido por Mario Caldato e Kassin. O álbum foi gravado entre a Jamaica e o Brasil. Das 13 faixas, cinco têm a participação de Sly & Robbie, dois ícones da música jamaicana. Sim é definido, pelo seu título, como uma resposta positiva à vida, uma resposta de luta. E conta com participações de Ben Harper, João Donato, Wilson das Neves, Don Chacal e um time da nova geração da música brasileira, como o baterista Pupillo (Nação Zumbi) e os guitarristas Fernando Catatau (Cidadão Instigado), Pedro Sá e Davi Moraes, entre outros. O ano de 2007 também foi marcado pela união de Vanessa e o cantor internacional Ben Harper, com o lançamento de Boa Sorte/Good Luck, que foi um dos grandes sucessos da cantora. A canção foi lançada, a princípio nas rádios, com sua versão original e depois com sua versão remix, que garantiu a autenticidade da cantora. Para o mercado internacional, ainda foram lançadas três versões em língua inglesa dos três primeiros singles do álbum: Loved (Amado), Red (Vermelho) e Good Luck (Boa Sorte/Good Luck).
Para promover o álbum, Vanessa embarcou na turnê Jardim de Perfumes de Sim, que rendeu o DVD e CD ao vivo Vanessa da Mata (Multishow ao Vivo).
Em 2008, a música Amado, do mesmo álbum, foi o tema principal da novela da Rede Globo, A Favorita. No mesmo ano, recebe uma indicação ao Grammy Latino, o prêmio mais importante do meio musical, sendo em uma categoria: Melhor Álbum de Pop Contemporâneo Brasileiro por Sim - que ganhou o prêmio.  Já em maio de 2009, Vanessa lançou um álbum ao vivo em comemoração ao seus 6 anos de sucesso, o CD/DVD Multishow ao Vivo Vanessa da Mata. Sendo assim, para promover o álbum, a canção Vermelho foi lançada nas rádios.
Em maio do mesmo ano, Vanessa participou do programa Estúdio Coca-Cola, veiculado pela MTV, em uma parceria com a banda Charlie Brown Jr..
Em 2015, Vanessa faz participação na canção Passarinhos do rapper Emicida, aparecendo também em seu clipe.

### Bicicletas, Bolos e Outras Alegriase participações
O Tal Casal é o primeiro single do novo álbum de Vanessa da Mata, Bicicletas, Bolos e Outras Alegrias, lançado em 13 de outubro de 2010. O quarto álbum de estúdio traz 12 músicas inéditas, todas elas autorais, dentre as quais se destacam Te Amo, As Palavras (que fez parte da trilha da novela Morde & Assopra) e Quando Amanhecer, parceria de Vanessa com Gilberto Gil. Em 2011, Vanessa gravou em colaboração com Seu Jorge e Almaz a música Boa Reza (composta por Vanessa), para o mais recente álbum da organização Red Hot, o Red Hot+Rio 2. A coletânea, lançada em 28 de junho de 2011, faz parte de uma da linha de álbuns beneficentes, e é o segundo inspirado na música brasileira (o primeiro foi o Red Hot + Rio, de 1996), sendo uma homenagem à Tropicália. As vendas são revertidas para campanhas de conscientização para o combate à AIDS/HIV e outras questões sociais relacionadas a saúde. No Carnaval de 2012, Vanessa foi convidada pela escola de samba Portela a representar a cantora Clara Nunes na avenida, em seu desfile em homenagem à Bahia. Vanessa veio para o Sambódromo da Marquês de Sapucaí como destaque num carro alegórico, vestida com uma roupa réplica da que Clara usou em musical apresentado no Fantástico de 1977, e com uma tiara usada pela cantora no disco Guerreira.

### Turnê Viva Tom, o álbum-tributo e novos singles

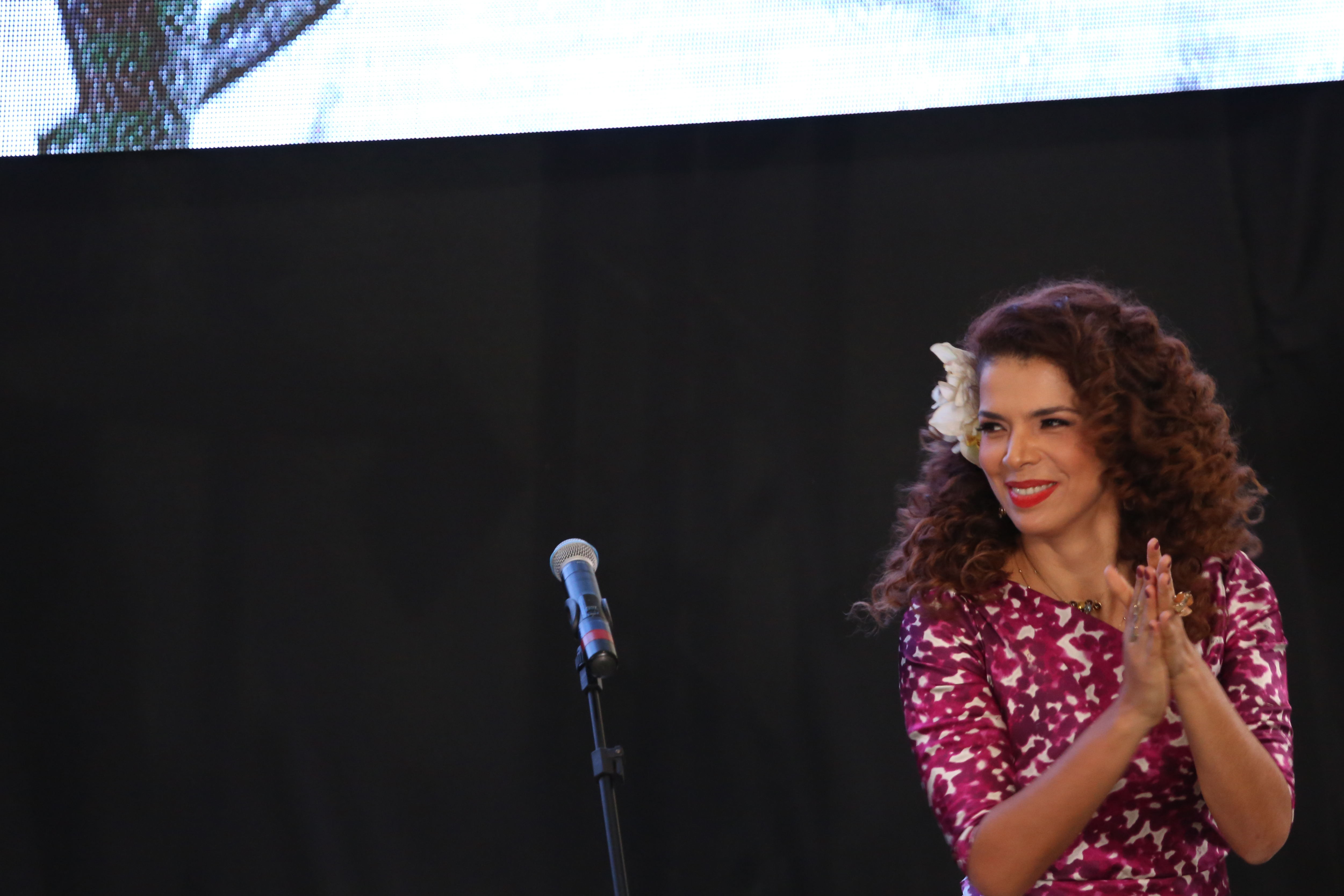
Vanessa da Mata durante cerimônia de entrega da Ordem do Mérito Cultural, em 2014.

Foi confirmado em fevereiro de 2013 que Vanessa está envolvida no projeto Nívea Viva Tom, homenageando Tom Jobim. Originalmente, a cantora fez uma mini-turnê por seis capitais do Brasil fazendo shows gratuitos entre abril e junho do mesmo ano.
Em junho de 2013, a cantora confirmou o lançamento de um disco para o mês de julho do mesmo ano, servindo de tributo a Tom. A fim de promover o disco, foi lançado o single Fotografia. No mesmo mês, a cantora confirmou que irá prosseguir com a tour por mais algumas cidades. Este novo roteiro inclui cidades já visitadas, como Recife e Salvador, e inclui outras que ficaram de fora do roteiro original, como Fortaleza, Goiânia e Uberlândia.
Em 4 de julho de 2013 é lançado o álbum Vanessa da Mata canta Tom Jobim, com 16 das 23 músicas cantadas durante a turnê.

### O livro eSegue o Som
No último semestre de 2013, Vanessa confirmou o lançamento de seu primeiro livro, A Filha das Flores para outubro do mesmo ano no Brasil e em Portugal.
Em 13 de novembro, a cantora confirmou em seu Facebook oficial, o lançamento de seu sexto álbum em estúdio, que estava pronto desde dezembro de 2012 (e que não fora lançado até o momento devido ao convite para a realização da turnê Viva Tom Jobim). A cantora ainda aproveitou a oportunidade para afirmar que lançaria o novo álbum em meados de 2014.
Em 21 de novembro de 2013, a cantora realizou outra postagem em sua rede social oficial e disse que o último show da turnê Viva Tom aconteceria no dia 29 daquele mesmo mês, para que Vanessa pudesse descansar e preparar o lançamento de seu novo projeto.
Em 24 de janeiro de 2014, a cantora confirmou o lançamento de seu novo disco, intitulado Segue o Som durante o ano. O primeiro single do disco, também intitulado 'Segue o Som' foi lançado no dia 28 daquele mesmo mês e o CD foi lançado no final de março.
No dia 25 de abril de 2014, a Vanessa fez o primeiro show da turnê Segue o Som no Circo Voador, Rio de Janeiro.
No final de setembro de 2014, a cantora recebe indicações por seu disco Segue o Som e pela canção de mesmo nome nos Grammys Latinos, após 3 anos sem nenhuma indicação. O disco concorreu na categoria Melhor Álbum de Pop Contemporâneo Brasileiro e a canção na categoria Melhor Canção Brasileira. Segue o Som também foi a música brasileira mais executada nas rádios durante 2014, no segmento adulto.
Segue o Som gerou três singles (até o momento). A faixa título, Ninguém é igual a ninguém (Desilusão) e Por onde ando tenho você.
Em 28 de fevereiro de 2015, a cantora participa de um show comemorativo que celebrou o aniversário de 450 anos da cidade do Rio de Janeiro, no qual cantou duas músicas da autoria de Tom Jobim que já haviam sido incluídas no álbum tributo lançado pela cantora em 2013: Samba do Avião e Corcovado.

### O novo disco

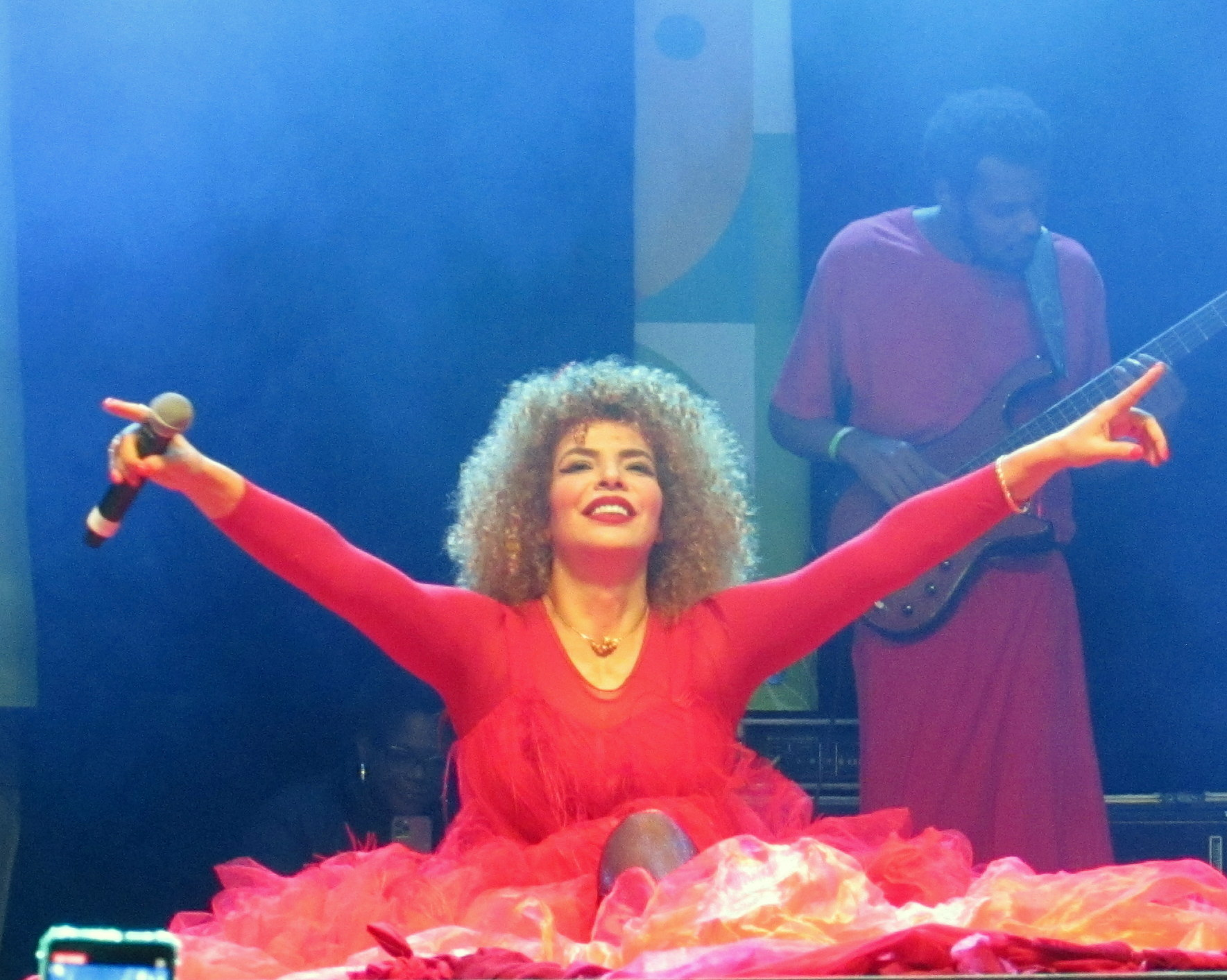
Vanessa da Mata (2022)

Em 20 de janeiro de 2017, após quase dois anos sem lançar uma música nova e na estrada com duas turnês paralelas, a cantora divulga em suas redes sociais o lançamento da canção É Tudo O Que Eu Quero Ter, com a produção do duo carioca com ajuda do seu amigo o Felguk. A canção anuncia um disco novo, ainda sem título divulgado ou data de lançamento confirmada.
Em 4 de maio de 2017, a cantora confirma que no dia 27 do mesmo mês gravará um novo DVD, Caixinha de Música, na casa Natura Musical, em São Paulo. A cantora explicou que a ideia partiu após ficar muito tempo sem gravar um projeto audiovisual novo - o último foi Vanessa da Mata (Multishow ao Vivo), de 2007, ainda na turnê Jardim de Perfumes de Sim. Desde então ela lançou três CDs. De acordo com um vídeo em seu Facebook, a gravação trará sucessos antigos e músicas novas.

## Vida pessoal
Vanessa prefere falar de sua vida profissional e não da pessoal. A cantora foi casada de 2003 a 2012 com o ator e fotógrafo Gero Pestalozzi, Desde 2013 namora um colecionador de arte, o francês Lorraine Combuzier.
Em 2010, a cantora vinha enfrentando há alguns anos a dificuldade de engravidar, e então visitou um abrigo para menores órfãos e em situação de vulnerabilidade em Alto Araguaia, Mato Grosso, onde viviam os irmãos Felipe, Micael e Bianca, então com 8, 6 e 5 anos respectivamente. Lá teve o primeiro contato com as crianças que hoje são seus filhos. Na mesma época, ainda casada, deu entrada no pedido de adoção. Em 2012, após assinar seu divórcio, saiu a guarda da adoção de suas três crianças. A guarda saiu após dois anos de espera, o que é considerado rápido, devido a idade das crianças.

## Discografia
Álbuns de estúdio
- Vanessa da Mata (2002)
- Essa Boneca Tem Manual (2004)
- Sim (2007)
- Bicicletas, Bolos e Outras Alegrias (2010)
- Vanessa da Mata canta Tom Jobim (2013)
- Segue o Som (2014)
- Quando Deixamos Nossos Beijos na Esquina (2019)
- Vem Doce (2023)
- Todas Elas (2025)

## Trilha sonora
| Ano  | Música                                | Personagem                                                                         | Obra audiovisual               |
| ---- | ------------------------------------- | ---------------------------------------------------------------------------------- | ------------------------------ |
| 2002 | “Onde Ir”                             | Tema de Caterina (Simone Spoladore)                                                | Esperança (telenovela)         |
| 2003 | “Nossa Canção”                        | Tema de Maria Clara e Hugo (Malu Mader e Henri Castelli)                           | Celebridade (telenovela)       |
| 2005 | “Eu Sou Neguinha”                     | Tema de Latoya e Whitney (Zezeh Barbosa e Mary Sheyla)                             | A Lua Me Disse                 |
| 2005 | “Ai, ai, ai...”                       | (Deep Lick Radio Mix) Tema de Rebeca (Carolina Ferraz)                             | Belíssima                      |
| 2006 | “Música”                              | Muito Gelo e Dois Dedos D'Água                                                     |                                |
| 2006 | “Ainda Bem”                           | Tema de Gui e Arthur (Juliana Paes e Murilo Benício)                               | Pé na Jaca                     |
| 2008 | “Amado”                               | Tema de Lara, Cassiano e Halley (Mariana Ximenes, Thiago Rodrigues e Cauã Reymond) | A Favorita                     |
| 2010 | “Um Dia, Um Adeus”                    | Tema de Alcino (Carmo Della Vecchia)                                               | Cama de Gato (telenovela)      |
| 2011 | “As Palavras”                         | Tema de Padre Francisco e Melissa (Erom Cordeiro e Marisol Ribeiro)                | Morde & Assopra                |
| 2011 | “Te Amo”                              | Tema de Locação                                                                    | Aquele Beijo                   |
| 2014 | “Sunshine On My Shoulders”            | Tema de Manu e Davi (Chandelly Braz e Humberto Carrão)                             | Geração Brasil                 |
| 2015 | “Passarinhos”                         | Tema de Lili e Rafael (Vivianne Pasmanter e Daniel Rocha)                          | Totalmente Demais (telenovela) |
| 2017 | “Boa Sorte / Good Luck”               |                                                                                    | Ouro Verde (telenovela)        |
| 2018 | “Impossível Acreditar Que Perdi Você” | Tema de Comandante Waleska e Elmo (Carol Castro e Felipe Simas)                    | O Tempo Não Para (telenovela)  |
| 2019 | “Apenas Mais Uma de Amor”             | Tema de Cibele e Davi (Guilhermina Libanio e Vitor Thiré)                          | Órfãos da Terra                |
| 2019 | “Só Você e Eu”                        | Tema de Beatriz e Zé Hélio (Natália do Vale e Bruno Bevan)                         | A Dona do Pedaço               |
| 2024 | "Vem Doce"                            | Tema de Maya e Tom (Sabrina Petraglia e Renato Góes)                               | Família É Tudo                 |

## Prêmios
- Eleita pela revista Criativa uma das 25 mulheres mais criativas de 2007.[16]

Prêmio Multishow de Música Brasileira
- 2009: Melhor Música - Amado
- 2008: Melhor Música - Boa Sorte/Good Luck
- 2006: Melhor Música - Ai, Ai, Ai

Grammy Latino
- 2014: Melhor Álbum de Pop Contemporâneo Brasileiro - Segue o Som (Indicação)
- 2011: Melhor Álbum de Pop Contemporâneo Brasileiro - Bicicletas, Bolos e Outras Alegrias (Indicação)
- 2008: Melhor Álbum de Pop Contemporâneo Brasileiro - Sim
- 2008: Melhor Canção Brasileira - Acode (Indicação)
- 2000: Melhor Canção Brasileira - A Força Que Nunca Seca (Indicação)

Prêmio da Música Brasileira
- 2011: Melhor Cantora